# 羅斯·湯姆森

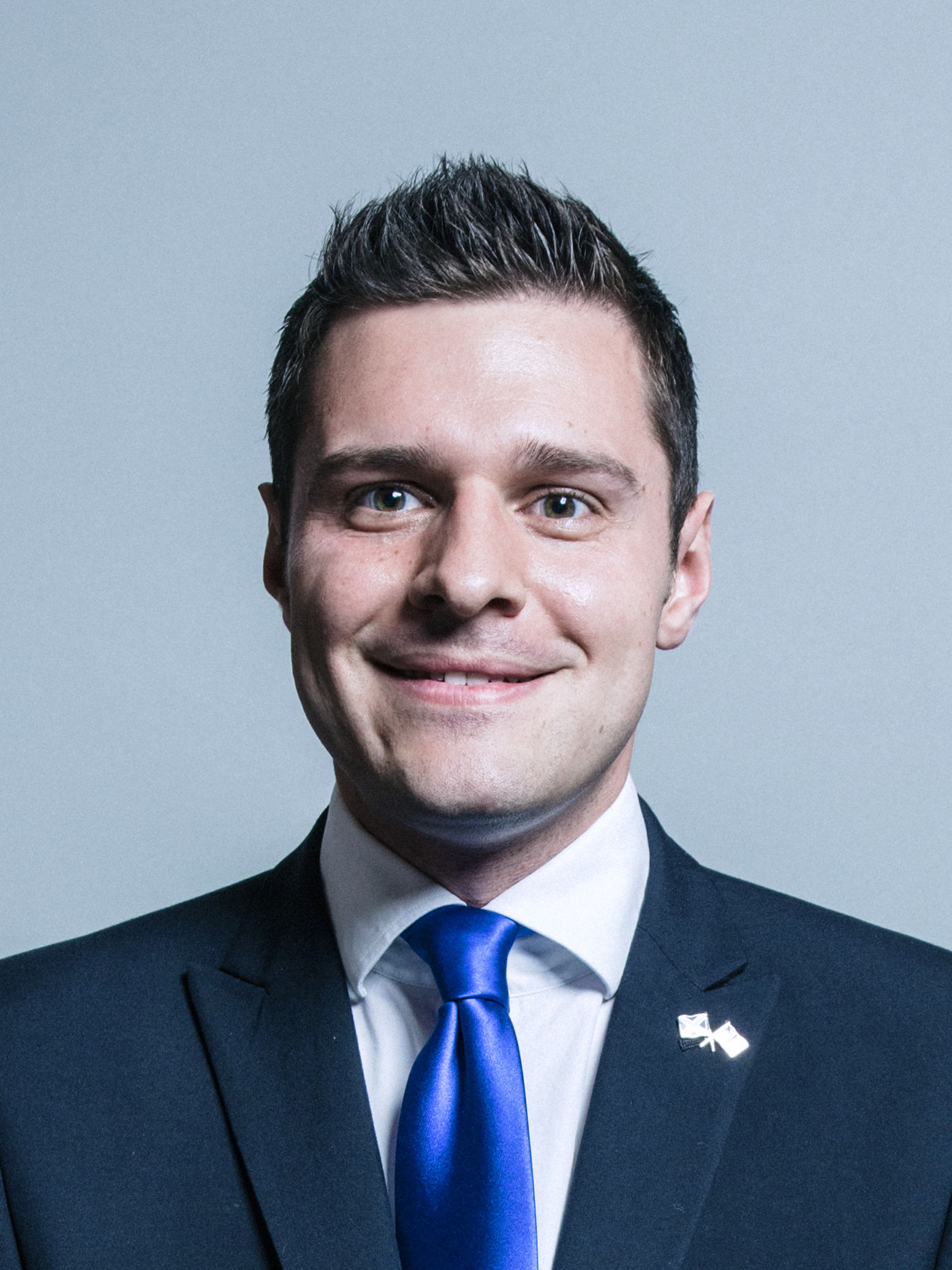
羅斯·湯姆森

羅斯·湯姆森（英語：Ross Thomson；1987年9月21日—）是英國蘇格蘭的一位政治人物，黨籍是保守黨。自2017年開始，他是南阿伯丁選區選出的英國眾議院議員.在當選國會議員之前，他曾是蘇格蘭議會議員以及阿伯丁市議會議員。湯姆森畢業於阿伯丁大學。

## 外部連結
- 英国的個人檔案
- 公鞭記載的投票紀錄
- TheyWorkForYou記載的紀錄